# Редешть (Арджеш)
Редешть, Редешті (рум. Rădești) — село у повіті Арджеш в Румунії. Входить до складу комуни Стилпень.
Село розташоване на відстані 111 км на північний захід від Бухареста, 25 км на північний схід від Пітешть, 125 км на північний схід від Крайови, 80 км на південний захід від Брашова.

## Населення
За даними перепису населення 2002 року у селі проживали 1270 осіб, з них 1269 осіб (99,9%) румунів. Усі жителі села рідною мовою назвали румунську.